# Execução da família Romanov

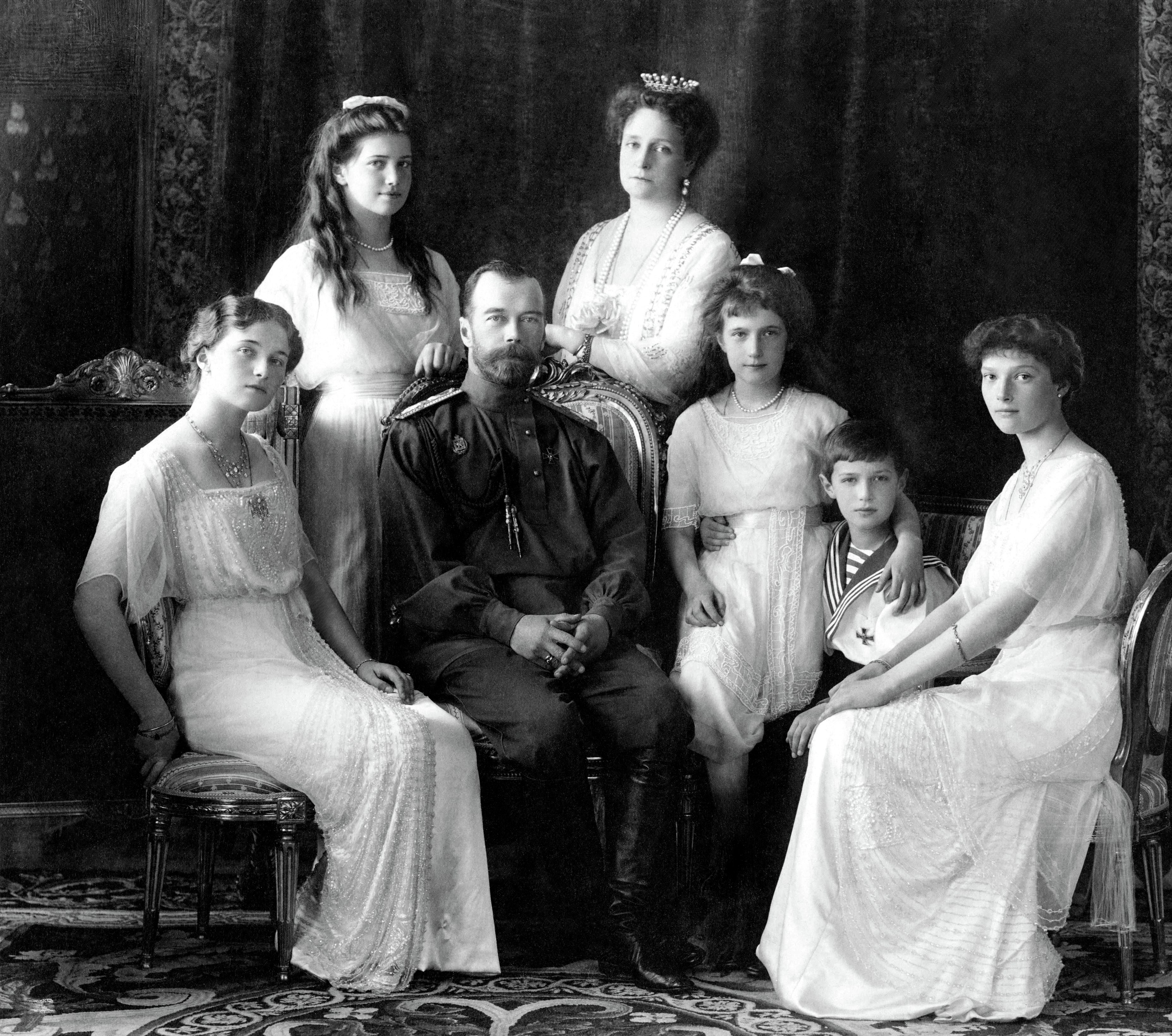
Os Romanov. Da esquerda para direita: Olga, Maria, Nicolau II, Alexandra, Anastásia, Alexei, e Tatiana. Retratados no Palácio de Livadia em 1913.

A família imperial russa dos Romanov (czar Nicolau II, sua esposa a czarina Alexandra e seus cinco filhos Olga, Tatiana, Maria, Anastásia, e Alexei) e todos aqueles que escolheram acompanhá-los no exílio – nomeadamente Eugene Botkin, Anna Demidova, Alexei Trupp e Ivan Kharitonov – foram baleados em Ecaterimburgo em 17 de julho de 1918 O czar e a sua família foram mortos por tropas bolcheviques lideradas por Yakov Yurovsky sob as ordens do Soviete Regional do Ural.

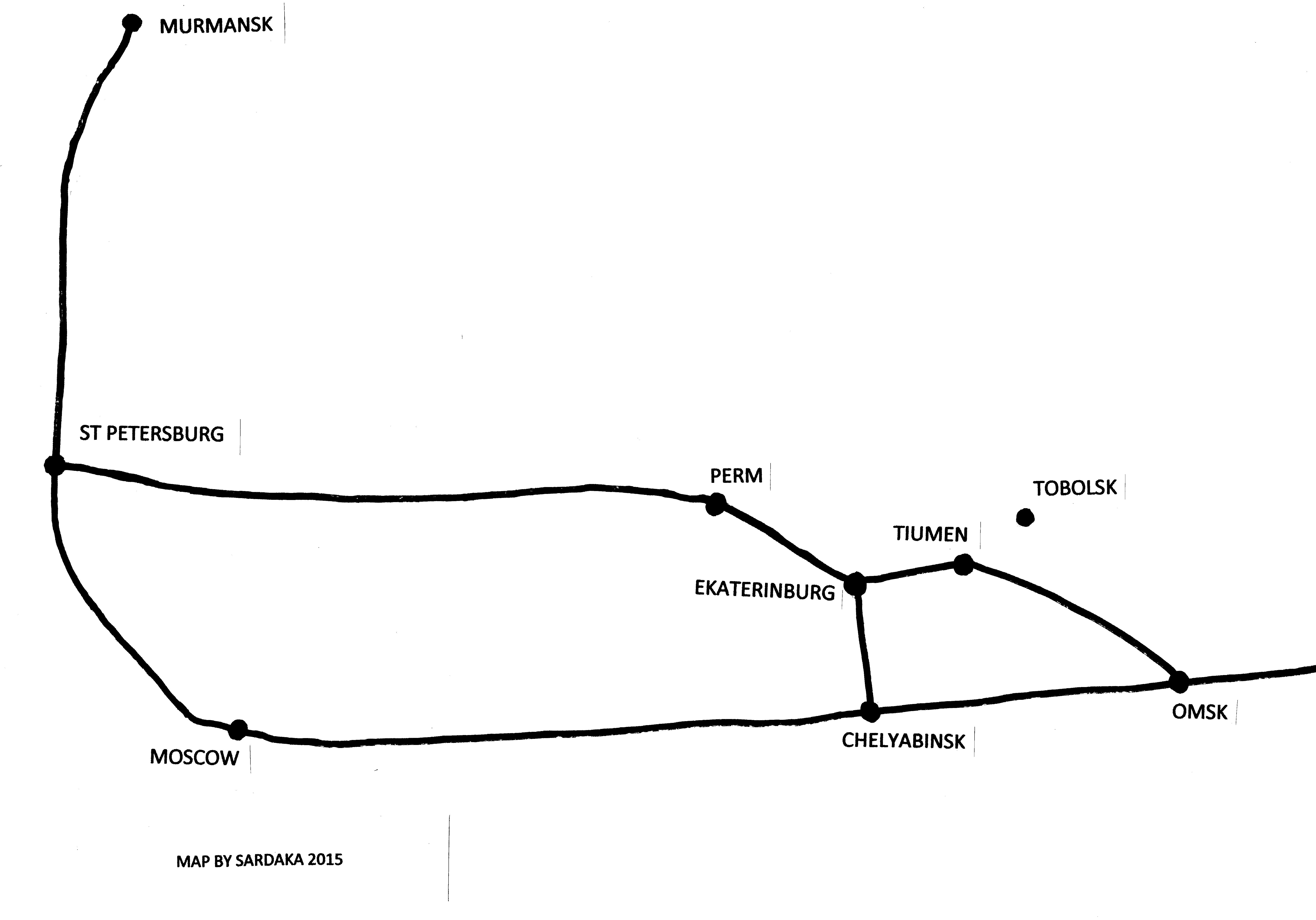
Localização dos principais eventos nos últimos dias da família Romanov, ocorridos em Tobolsk antes de serem transportados para Ecaterimburgo, onde foram mortos.

Alguns historiadores atribuem a autoria da ordem ao governo de Moscovo, especificamente a Yakov Sverdlov e Vladimir Lenin, que desejavam prevenir o resgate da família imperial pela Legião Checoslovaca (lutando com o Exército Branco contra os bolcheviques) no decurso da Guerra Civil Russa. Esta tese é apoiada por uma passagem do diário de Leon Trótski. Uma recente investigação liderada por Vladimir Solovyov concluiu que, apesar da abertura dos arquivos do Estado nos anos pós-soviéticos, não foi encontrado nenhum documento escrito que indicasse que foi Lenin ou Sverdlov que tivessem dado as ordens; entretanto, há registo de que, as ordens de execução foram dadas, já depois destas terem ocorrido. Lenin seguia e controlava de perto os Romanov, mas garantia, no entanto, que o seu nome não estava  associado aos seus destinos em nenhum documento oficial.

## Antecedentes
Em 22 de março de 1917, Nicolau, não mais um monarca e abordado com desprezo pelos sentinelas como "Nicolau Romanov", foi reunido com sua família no Palácio de Alexandre em Tsarskoye Selo. Ele foi colocado sob prisão domiciliar com sua família pelo Governo Provisório, cercados por guardas e confinados em seus quartos.
Em agosto de 1917, o governo provisório de Alexander Kerensky transferiu os Romanovs para Tobolsk, alegadamente para protegê-los da ascendente onda de revolução. Lá eles viviam na mansão do ex-governador, em considerável conforto. Após os bolcheviques chegarem ao poder, em outubro de 1917, as condições de sua prisão  tornaram-se mais estritas, e a conversa de colocar Nicolau em julgamento passou a ocorrer com mais frequência. Nicolau foi proibido de vestir dragonas, e sentinelas rabiscavam desenhos obscenos na cerca para ofender suas filhas. Em 1 de março de 1918, a família foi colocada no mesmo regime de rações dos soldados, o que significava partilhar com 10 devotados criados e desistindo de manteiga e café.
Como os bolcheviques ganharam força, o governo em abril moveu Nicolau, Alexandra, e sua filha Maria para Ecaterimburgo, sob a direção de Vasily Yakovlev. Alexei estava muito doente para acompanhar seus pais e permaneceu com suas irmãs Olga, Tatiana, e Anastásia, não deixando Tobolsk até maio de 1918. A família foi aprisionada com uns poucos vigilantes na Casa Ipatiev, de Ecaterimburgo, que foi disfarçadamente designada com o nome de Casa da Proposta Especial (russo: Дом Особого Назначения).
Os Romanovs estavam sendo mantidos pelo Exército Vermelho, em Ecaterimburgo, desde que os bolcheviques queriam submetê-los  a julgamento. Como a guerra civil continuava e o Exército Branco (uma frouxa aliança de forças anticomunistas) estava ameaçando capturar a cidade, os bolcheviques temeram que os Romanovs pudessem cair em mãos Brancas. Isto era inaceitável para os bolcheviques por duas razões: primeiro, porque o czar ou qualquer um dos membros de sua família poderiam representar um farol para conseguir apoio para a causa Branca; segundo, porque se o czar, ou qualquer um dos membros de sua família, estivesse vivo, poderiam ser considerados os legítimos governantes da Rússia pelas outras nações europeias. Isso teria significaria a possibilidade de negociar uma intervenção estrangeira em favor dos Brancos. Logo após a família ser executada, a cidade caiu para o Exército Branco.
Em meados de julho de 1918, forças da Legião Checoslovaca estavam chegando em Ecaterimburgo, para proteger a Ferrovia Transiberiana, da qual eles tinham controle. De acordo com o historiador David Bullock, os bolcheviques acreditavam que os checoslovacos estavam em uma missão para resgatar a família, entraram em pânico e por isto apressaram a execução de seus cativos. As legiões chegaram menos de uma semana depois e em 25 de julho capturaram a cidade.
Durante o aprisionamento da família imperial, no final de junho, Pyotr Voykov dirigiu cartas em francês para a Casa Ipatiev,  afirmando ser um oficial monarquista que procuravas resgatá-la, composto a mando do Tcheka. Estas cartas, juntamente com as respostas dos Romanov para elas (escritas quer em espaços brancos ou nos envelopes), acabaram sendo usadas pelo governo de Lenin para justificar o assassinato da família imperial.

## Execução

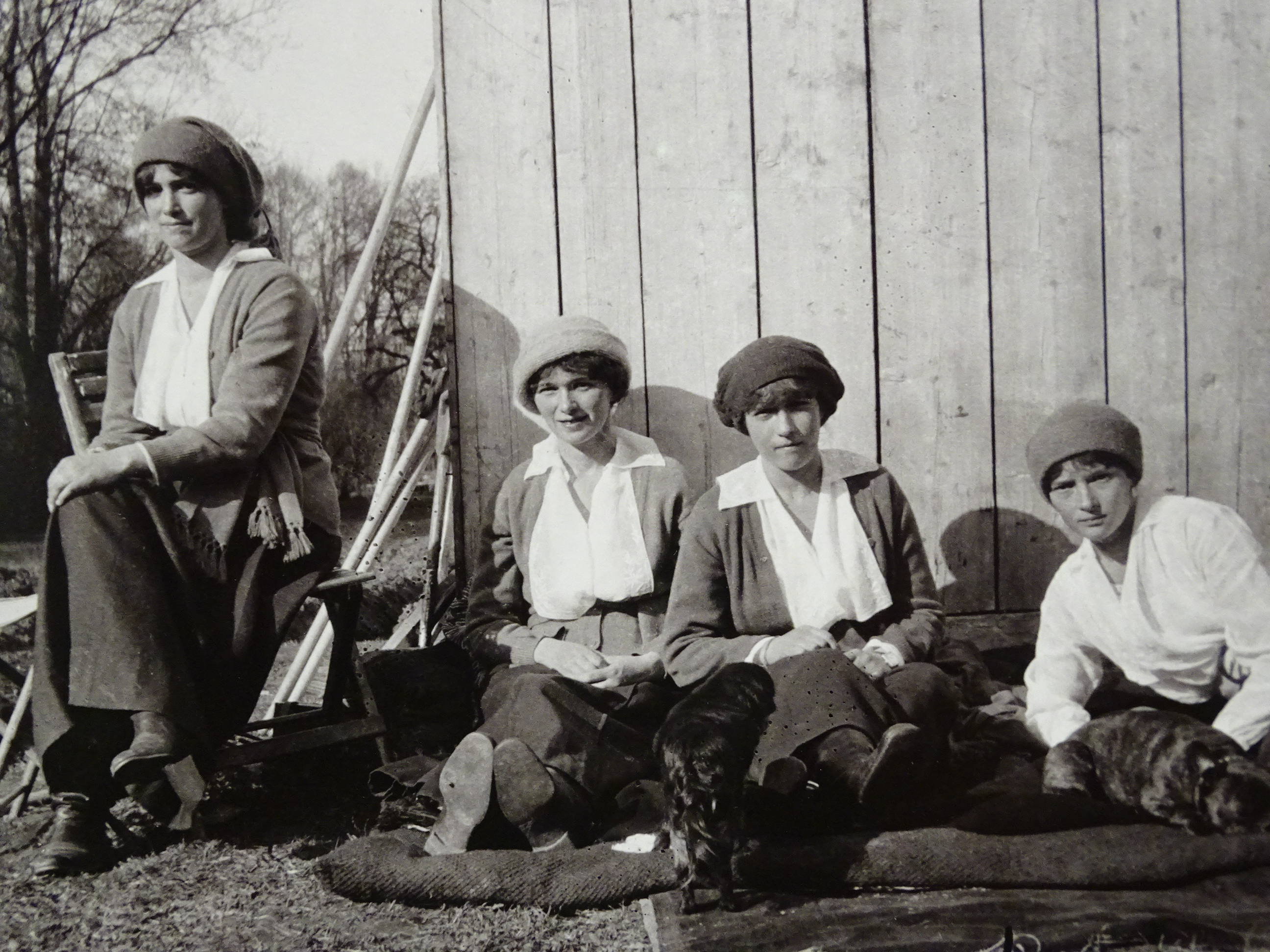
Da esquerda para direita: Grã-duquesas Maria, Olga, Anastásia e Tatiana Nikolaevna da Rússia em cativeiro em Tsarskoye Selo na primavera de 1917. Uma das últimas fotografias das filhas do Czar Nicolau II.

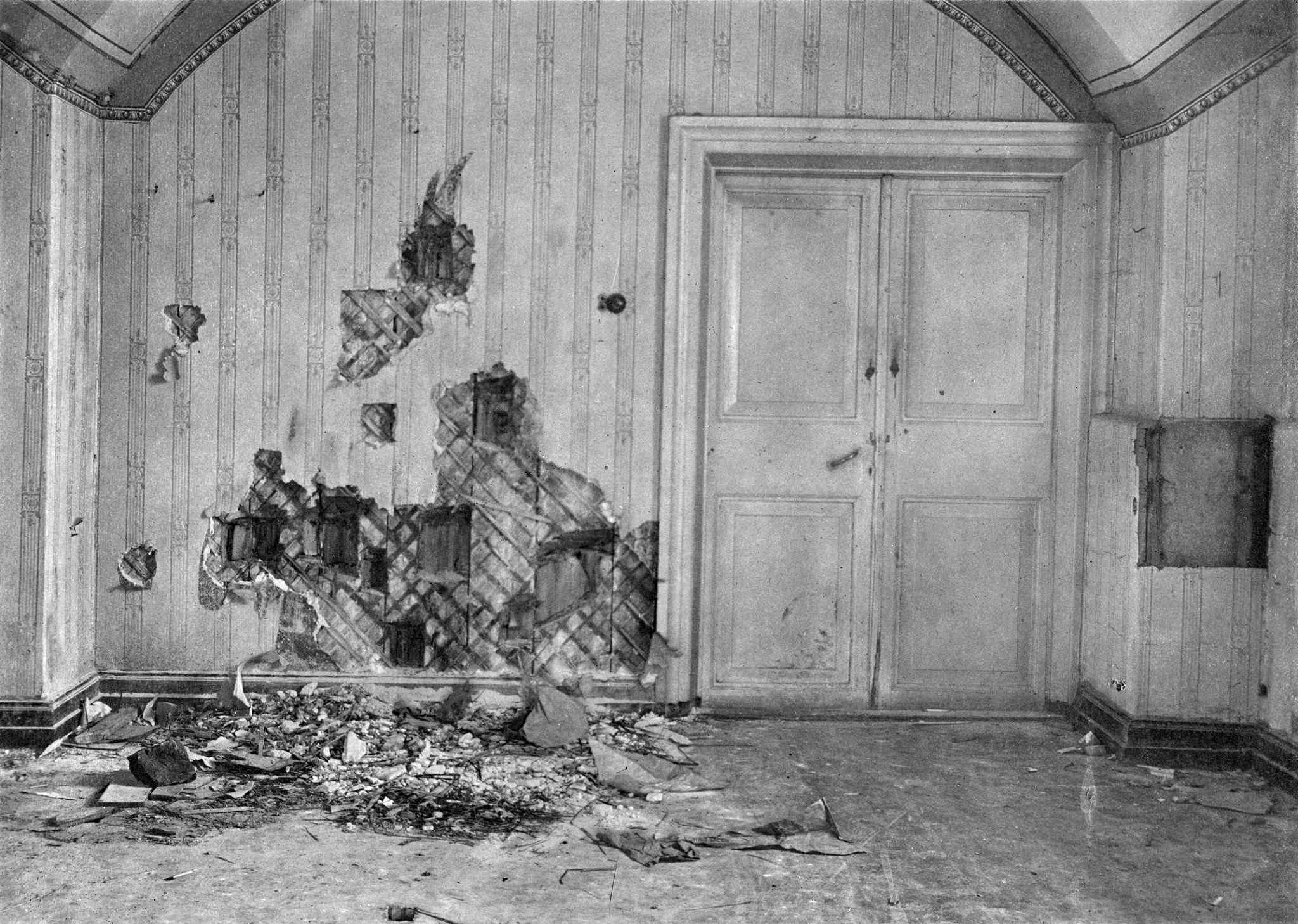
A cave da casa Ipatyev, onde os Romanov foram executados. Nota-se as paredes destruídas pelas balas dos executores.

Pela meia-noite do dia 17 de julho de 1918, Yakov Yurovsky, comandante da Casa da Proposta Especial, ordenou ao médico dos Romanov, Dr. Eugene Botkin, que acordasse a família e pedisse que se vestissem, sob pretexto de que a família seria transferida para um local seguro, devido ao crescente caos em  Ecaterimburgo. Os Romanov foram então levados para uma  sala na cave com 6 m × 5 m (20 ft × 16 ft). Nicolau pediu a Yurovsky que trouxesse duas cadeiras, para que o czarevich Alexei e Alexandra se sentassem.
Os prisioneiros foram avisados para esperar na cave, até que o camião que os transportaria chegasse. Poucos minutos depois, um esquadrão de execução da polícia secreta foi trazido e Yurovsky leu em voz alta a ordem de condenação à morte redigida pelo Comitê Executivo do Ural:
| “ | Nikolai Alexandrovich, uma vez que os seus familiares e aliados continuam o seu ataque à Rússia Soviética, o Comitê Executivo do Ural decidiu que fosse executado. | ” |

Nicolau, encarando a sua família, virou-se e disse: "O quê? O quê?" Yurovsky rapidamente repetiu a  ordem e as armas foram apontadas. A imperatriz e a grã-duquesa Olga, de acordo com a lembrança de um guarda, tentaram fazer o sinal da cruz, mas foram surpreendidas pelo tiroteio. Yurovsky apontou a sua arma ao peito de Nicolau e disparou vários tiros; Nicolau caiu morto. De seguida, Yurovsky atingiu mortalmente Alexei. Os outros executores começaram a disparar repetidamente até todas as vítimas terem caído. Muitos tiros foram disparados, tendo sido abertas as portas para dispersar o fumo provocado pelos disparos. Algumas das vítimas não morreram imediatamente, levando que Pyotr Ermakov as esfaqueasse com a sua baioneta, evitando, assim, que os tiros fossem ouvidos do lado de fora. As últimas grã-duquesas a morrer foram Tatiana, Anastásia, e Maria, que carregavam alguns (mais de 1,3 quilogramas) diamantes costurados na sua roupa interior, os quais conferiram alguma proteção aos impactos iniciais das balas. Entretanto, foram também atingidas pelas baionetas. Olga tinha um ferimento de bala na cabeça. Maria e Anastásia ter-se-iam agachado contra a parede, cobrindo as suas cabeças aterrorizadas, até serem atingidas e derrubadas. Yurovsky matou Tatiana e Alexei. Tatiana morreu atingida com uma bala na parte de trás da sua cabeça. Alexei foi atingido com duas balas na cabeça, atrás da orelha, após os executores perceberem que ele não tinha sido morto pelo primeiro tiro. Anna Demidova, empregada de Alexandra, sobreviveu ao ataque inicial, mas foi rapidamente esfaqueada pelas costas até à morte, contra a parede, enquanto tentava defender-se com um pequeno travesseiro que ela tinha trazido consigo, preenchido com jóias.

### Enterro
Os corpos dos Romanov e dos seus empregados foram transportados para uma mina na floresta Koptyaki.  Foram despojados das suas roupas e valores, empilhados e queimados, enquanto Yurovsky fazia um inventário das jóias. Os corpos foram colocados numa vala rasa e regados com ácido sulfúrico. Yurovsky tentou, sem sucesso, provocar o colapso do tecto da mina com uma granadas de mão. Não tendo conseguido, mandou que os seus homens cobrissem os corpos com terra e ramos de árvores.  Os executores voltaram à mina no dia 18 de julho e retiraram os corpos para os sepultarem noutro local, pois a mina foi considerada pouco profunda. Durante o transporte para as profundas minas de cobre a oeste de Ecaterimburgo em 19 de julho, o camião Fiat que transportava os corpos ficou atolado num buraco da estrada, perto de Porosenkov Log ("Prado do Porco"). Yurovsky decidiu então fazer o enterro perto da estrada onde o camião se tinha imobilizado. Os seus homens deitaram os corpos para um vala com apenas 60cm de profundidade, tendo antes sido novamente mergulhados em ácido sulfúrico, suas faces esmagadas com coronhadas de rifle e finalmente cobertos com cal virgem.
Com o objectivo de confundir quem viesse a descobrir os nove corpos numa das valas, Yurovsky decidiu sepultar o czarevich Alexei e uma de suas irmãs, Maria ou Anastásia, num outro local afastado, cerca de, 15 metros do primeiro. Alexei e a sua irmã foram parcialmente queimados, batidos em fragmentos com pás e deitados para uma vala mais pequena.

## Executores
Ivan Plotnikov, professor universitário de História na Universidade Estatal Ural em Maksim Gorky, estabeleceu que os executores foram: Yukov Yurovsky, G. P. Nikulin, M. A. Medvedev (Kudrin), Pyotr Ermakov, S. P. Vaganov, A. G. Kabanov, P. S. Medvedev, V. N. Netrebin, e Y. M. Tselms. Filipp Goloshchyokin (ver: Fome cazaque de 1930-1933), um associado próximo de Yakov Sverdlov, sendo um comissário militar do Uralispolkom em Ecaterimburgo, entretanto não chegou a participar, e dois ou três guardas recusaram-se a tomar parte. A Petr Voikov foi dada a tarefa de providenciar o descarte dos restos mortais das vítimas, tendo obtido para isto  150 galões de gasolina e 400 libras de ácido sulfúrico, o último da farmácia de Ecaterimburgo. Após os assassinatos, Volkov teria declarado que "O mundo nunca irá saber o que nós fizemos com eles."

## Resultado

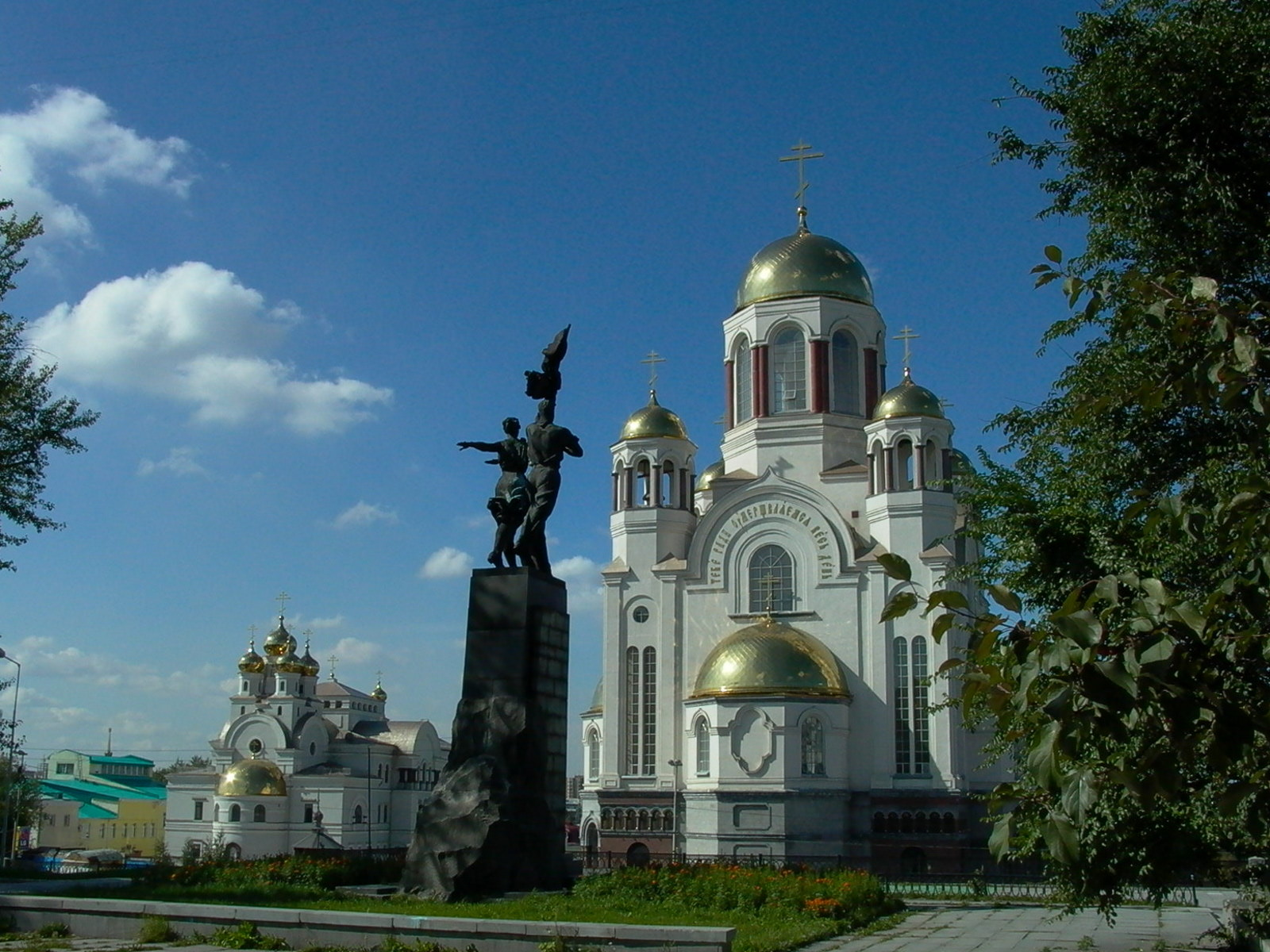
A Igreja do Sangue, construída no ponto da Casa Ipatiev

Na manhã seguinte, quando rumores se espalharam em Ecaterimburgo sobre o local de descarte, Yurovsky removeu os corpos e escondeu-os em outros lugares. Quando o veículo carregando os corpos quebrou no caminho para o próximo local escolhido, Yurovsky fez novos arranjos, e enterrou a maioria dos corpos cobertos por ácido sulfúrico em um poço selado e escondido com escombros, coberto com dormentes e então terra na Estrada Koptyaki, um caminho de faixa (subsequentemente abandonado) 12 milhas (19 km) norte de  Ecaterimburgo.
Um anúncio oficial apareceu na imprensa nacional, dois dias depois, reportando que o monarca havia sido executado por ordem do Uralispolkom, sob a pressão resultante da aproximação dos checoslovacos. Embora as narrações oficiais soviéticas colocassem a responsabilidade pela decisão da execução no Uralispolkom, Leon Trótski em seu diário reportado para Vladimir Lenin, escreveu:

Minha próxima visita para Moscou teve lugar após a queda de Ecaterimburgo. Falando com Sverdlov, perguntei de passagem, "Oh sim e onde está o czar?" "Está tudo acabado," ele respondeu. "Ele foi baleado." "E onde está sua família?" "A família também." "Todos eles?" Eu perguntei, aparentemente com um toque de surpresa. "Todos eles," respondeu Yakov Sverdlov. "E quanto a isso?" Ele estava esperando para ver minha reação. Eu não respondi. "E quem tomou a decisão?" Eu perguntei. "Nós decidimos isso aqui. Ilych [Lenin] achou que  não deveríamos deixar aos Brancos uma viva faixa para reunir em torno, especialmente sob as difíceis circunstâncias presentes."

Entretanto, a partir de 2011 não houve nenhuma evidência conclusiva de que Lenin ou Sverdlov tivessem dado a ordem. V.N. Solovyov, o líder da investigação de 1993 do Comitê Investigativo da Rússia sobre o massacre da família Romanov, concluiu que não há documento confiável que indique que Lenin ou Sverdlov tivessem sido responsáveis. Ele declarou:

De acordo para a presunção de inocência, ninguém pode ser mantido criminalmente passível sem culpa comprovada. No caso criminal, uma pesquisa sem precedentes para fontes de arquivo, tomando todos os materiais disponíveis em consideração, foi conduzida por peritos autorizados, tais como Sergey Mironenko, o diretor do maior arquivo no país, o Arquivo do Estado da Federação Russa. O estudo envolveu os principais peritos no assunto – historiadores e arquivistas. E posso confiavelmente dizer que não há documento confiável que prove que a iniciativa foi de Lenin e Sverdlov.
— V.N. Solovyov

O registro escrito de tomar a cadeia de comando e a responsabilidade final pelo destino dos Romanov de volta para Lenin, nunca feito ou foi cuidadosamente escondido. Lenin operou com extremo cuidado, seu método favorito era emitir instruções em telegramas codificados, insistindo que o original e mesmo a fita de telégrafo em que a mensagem havia sido enviada fossem destruídos. Documentos descobertos em Arquivo No. 2 (Lenin), Arquivo No. 86 (Sverdlov), bem como os arquivos do Conselho do Comissariado do Povo e do Comitê Executivo Central de Todas as Rússias revelaram que 'meninos de recados' de um anfitrião do partido eram regularmente designados para transmitir suas instruções, sempre  insistindo que nenhuma evidência escrita fosse preservada. Os 55 volumes de Obras Coletadas de Lenin foram escrupulosamente censurados. A tarefa da historiografia soviética era para proteger a reputação de Lenin a todo custos e assim assegurar que nenhum descrédito fosse trazido para ele. Assim, a  responsabilidade pela 'liquidação' dos Romanovs foi para a Ural Regional Soviete e Tcheka de Ecaterimburgo.
Em 1993, foi publicado o relatório de Yakov Yurovsky de 1922. De acordo para o relatório, unidades da Legião Checoslovaca estavam se aproximando de Ecaterimburgo. Em 17 de julho de 1918, Yakov e outros carcereiros bolcheviques, temendo que a Legião iria libertar Nicolau após conquistar a cidade, decidiram executar a ele e sua família. No dia seguinte, Yakov partiu para Moscou com um relatório para Sverdlov.  Logo depois os checoslovacos tomaram Ecaterimburgo e o apartamento de Yakov foi pilhado.
Os longo do tempo, muitas pessoas afirmaram ser os sobreviventes da malfadada família. Em maio de  1979, os restos da maioria da família e seus retentores foram encontrados por amadores entusiastas, que mantiveram a descoberta em segredo até o colapso do comunismo. Em julho de 1991, os corpos de cinco membros da família (o czar, a czarina, e três de suas filhas) foram exumados. Após identificação por DNA, os corpos foram sepultados com honras de Estado na Capela Sta. Catarina da Catedral de Pedro e Paulo em São Petersburgo, onde jazia a maioria dos outros monarcas russos desde  Pedro, o Grande. O Presidente Boris Yeltsin e sua esposa atenderam ao funeral juntamente com parentes Romanov, incluindo o príncipe Miguel de Kent. Os dois corpos remanescentes do czarevich Alexei e de uma de suas irmãs foram descobertos em 2007.
Em 15 de  agosto de 2000, a Igreja Ortodoxa Russa anunciou a  canonização da família por sua "humildade, paciência e mansidão". Entretanto, refletindo o intenso debate que precedeu a questão, os bispos não proclamaram os Romanovs como mártires, mas portadores da paixão (ver Santidade dos Romanov). Em 1 de outubro de 2008, a Suprema Corte da Rússia declarou que Nicolau II e sua família foram vítimas de repressão política e os reabilitou .
Em 26 de agosto de 2010, uma corte russa nomeou um grupo de promotores para reabrir uma investigação sobre o assassinato do czar Nicolau II e sua família, embora os bolcheviques suspeitos de alvejarem a família houvessem morrido muito antes. A principal unidade investigativa do Promotor Geral da Rússia disse que tinha formalmente encerrado uma investigação criminal sobre o assassinato de Nicolau porque muito tempo tinha passado desde o crime e os responsáveis já haviam morrido. Entretanto, a corte Basmanny de Moscou ordenou a reabertura do caso, dizendo que a suprema corte culpou o Estado pelos assassinatos, fazendo as mortes dos personagens reais serem consideradas irrelevantes, de acordo com um advogado dos parentes do czar e agências locais de notícias.